# William Henry (Politiker, 1788)
William Henry (* 22. März 1788 in Charlestown, Sullivan County, New Hampshire; † 16. April 1861 in Bellows Falls, Vermont) war ein US-amerikanischer Politiker. Zwischen 1847 und 1851 vertrat er den ersten Wahlbezirk des Bundesstaates Vermont im US-Repräsentantenhaus.

## Werdegang
William Henry besuchte die öffentlichen Schulen seiner Heimat. Später war er in Chester (Vermont) sowie in den Staaten New York und New Hampshire geschäftlich tätig. Im Jahr 1831 ließ er sich in Bellows Falls nieder. Dort stieg er in das Bankgeschäft ein.
Politisch war Henry Mitglied der Whig Party. Zwischen 1834 und 1835 war er Abgeordneter im Repräsentantenhaus von Vermont; 1836 gehörte er dem Staatssenat an. 1839 war er Delegierter auf dem Bundesparteitag der Whigs in Harrisburg (Pennsylvania). Dort wurden William Henry Harrison und John Tyler zum Präsidentschafts- und Vizepräsidentschaftskandidaten der Partei für die Wahlen des Jahres 1840 nominiert. William Henry war zwischenzeitlich auch im Eisenbahngeschäft tätig und war Präsident der Eisenbahngesellschaft Rutland and Burlington Railroad.
1846 wurde er im ersten Distrikt von Vermont in das US-Repräsentantenhaus in Washington, D.C. gewählt. Dort trat er am 4. März 1847 die Nachfolge von Solomon Foot an. Nach einer Wiederwahl im Jahr 1848 konnte er bis zum 3. März 1851 zwei Legislaturperioden im Kongress absolvieren. Bei den Wahlen des Jahres 1852 unterlag er Ahiman Louis Miner.
Nach dem Ende seiner Zeit im Kongress widmete sich Henry wieder seinen privaten Interessen, hier besonders dem Bankgeschäft. Nach der Auflösung der Whigs wurde er Mitglied der neugegründeten Republikanischen Partei. Im Jahr 1860 war er bei den Präsidentschaftswahlen einer der republikanischen Wahlmänner, die Abraham Lincoln offiziell zum Präsidenten wählten. William Henry starb wenige Monate später im April 1861 in Bellows Falls. Er wurde in Chester beigesetzt.